# レソザヴォーツク

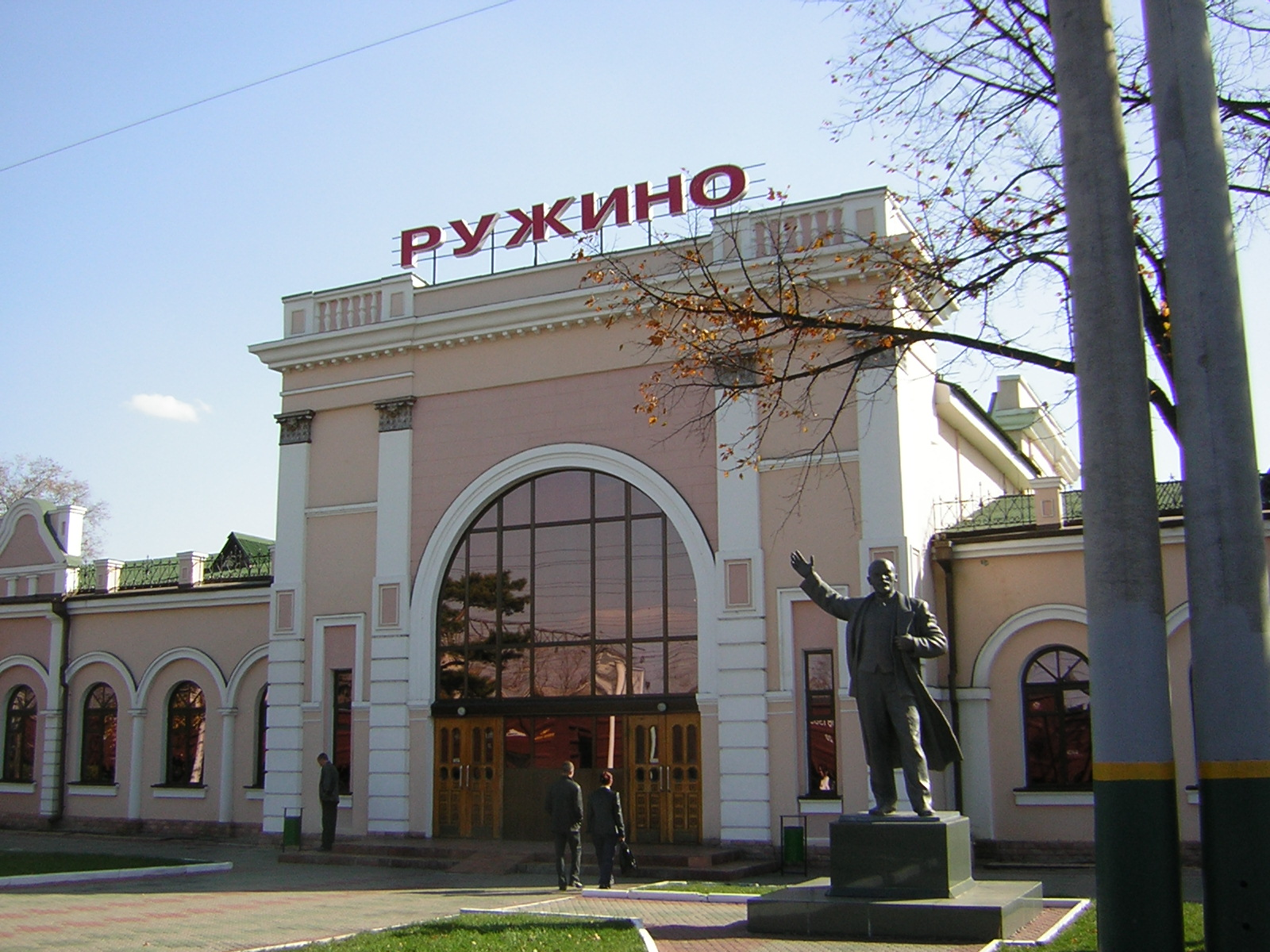
レソザヴォーツクにあるルジノ駅

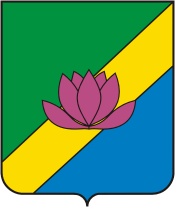
レソザヴォーツクの市章（2006年以降）

座標: 北緯45度28分 東経133度24分 / 北緯45.467度 東経133.400度
レソザヴォーツク（露: Лесозаво́дск、英: Lesozavodsk）は、ロシア極東部・沿海地方の内陸部にある都市。人口は3万5433人（2021年）。中露国境のウスリー川に面する。

## 地理
ハンカ湖を出て北に流れるウスリー川は、この周囲でウスリー平野を形成している。市街地はウスリー川から東へ10kmほどの位置にある。ウスリー川の対岸は黒竜江省虎林市に属している。
ウラジオストクからは北へ300km。北東に80kmのところにダリネレチェンスクがある。シベリア鉄道の沿線にあり、ウラジオストクからウスリースク、スパッスク＝ダリニーを経て、ハバロフスクやモスクワに至る列車がルジノ駅に停車する。ルジノ駅からモスクワの終着駅までの距離は8,934km。シベリア横断道路の一部をなす、ウラジオストクからハバロフスクを結ぶM60幹線道路「ウスーリ」も、市街地の10kmほど東を通っている。

## 歴史
もともとウスリー川沿岸のこの場所にはボロディン家所有の製材工場があったが、ソビエト連邦成立後の1924年、新工場が作られるにあたり、その周囲に労働者のための新たな集落ができた。これがレソザヴォーツクの始まりである。当初、この集落は、ダリレス（Дальлес、「遠方の」＋「森」）と名付けられた。
1932年には近隣のノヴォストロイカ村と併合して都市型集落となり、レソザヴォーツク（「森の工場の街」）と改名された。1938年には市に昇格している。
極東軍管区の第5軍に属する陸軍基地がレソザヴォーツクには長年置かれてきた。

## 産業
レソザヴォーツクの産業は林業と製材業が中心である。その他の軽工業や食品工業も立地している。

## 文化
レソザヴォーツクには地方史博物館が立つ。
25km南のキーロフスキー地区シマコフカにはシマコフスキー鉱泉があり、沿海地方でも重要な保養地となっている。

## 人口推移
- 4万4100人（1989年）
- 4万2185人（2002年）
- 4万0959人（2010年）
- 3万5433人（2021年）

## 気候
| レソザヴォーツクの気候 | レソザヴォーツクの気候 | レソザヴォーツクの気候 | レソザヴォーツクの気候 | レソザヴォーツクの気候 | レソザヴォーツクの気候 | レソザヴォーツクの気候 | レソザヴォーツクの気候 | レソザヴォーツクの気候 | レソザヴォーツクの気候 | レソザヴォーツクの気候 | レソザヴォーツクの気候 | レソザヴォーツクの気候 | レソザヴォーツクの気候 |
| 月                     | 1月                    | 2月                    | 3月                    | 4月                    | 5月                    | 6月                    | 7月                    | 8月                    | 9月                    | 10月                   | 11月                   | 12月                   | 年                     |
| ---------------------- | ---------------------- | ---------------------- | ---------------------- | ---------------------- | ---------------------- | ---------------------- | ---------------------- | ---------------------- | ---------------------- | ---------------------- | ---------------------- | ---------------------- | ---------------------- |
| 平均最高気温 °C （°F） | −12.1 (10.2)           | −7.2 (19)              | 2.5 (36.5)             | 14.1 (57.4)            | 21.0 (69.8)            | 25.2 (77.4)            | 27.7 (81.9)            | 27.2 (81)              | 22.0 (71.6)            | 13.6 (56.5)            | 1.6 (34.9)             | −8.7 (16.3)            | 10.58 (51.04)          |
| 日平均気温 °C （°F）   | −18.0 (−0.4)           | −13.5 (7.7)            | −4.0 (24.8)            | 7.0 (44.6)             | 14.1 (57.4)            | 19.3 (66.7)            | 22.6 (72.7)            | 21.8 (71.2)            | 15.3 (59.5)            | 6.7 (44.1)             | −4.4 (24.1)            | −14.5 (5.9)            | 4.37 (39.86)           |
| 平均最低気温 °C （°F） | −23.9 (−11)            | −19.8 (−3.6)           | −10.5 (13.1)           | −0.1 (31.8)            | 7.2 (45)               | 13.4 (56.1)            | 17.5 (63.5)            | 16.4 (61.5)            | 8.6 (47.5)             | −0.2 (31.6)            | −10.4 (13.3)           | −20.3 (−4.5)           | −1.84 (28.69)          |
| 降水量 mm （inch）     | 11 (0.43)              | 8 (0.31)               | 16 (0.63)              | 26 (1.02)              | 49 (1.93)              | 61 (2.4)               | 98 (3.86)              | 116 (4.57)             | 79 (3.11)              | 42 (1.65)              | 22 (0.87)              | 13 (0.51)              | 541 (21.29)            |
| [ 要出典 ]             |                        |                        |                        |                        |                        |                        |                        |                        |                        |                        |                        |                        |                        |

## 出身者
- 阿夢露光大（本名:イワノフ・ニコライ・ユーリヴィッチ） - 元大相撲力士
- セルゲイ・テレシチェンコ - 元カザフスタン共和国首相